# Diospyros yucatanensis
Diospyros yucatanensis är en tvåhjärtbladig växtart som beskrevs av Cyrus Longworth Lundell. Diospyros yucatanensis ingår i släktet Diospyros och familjen Ebenaceae.

## Underarter
Arten delas in i följande underarter:
- D. y. spectabilis
- D. y. yucatanensis
- D. y. longipedicellata
- D. y. yucatanensis